# Feuguerolles-sur-Seulles
Pour les articles homonymes, voir Feuguerolles.
Feuguerolles-sur-Seulles est une ancienne commune française du département du Calvados en région Normandie.
Commune associée d'Anctoville en 1973, elle est depuis le 1er janvier 2017 commune déléguée d'Aurseulles et est peuplée de 169 habitants.

## Histoire
La commune est associée à Anctoville, tout comme celles d'Orbois et Sermentot, par l'arrêté du 30 décembre 1972.
Depuis le 1er janvier 2017, ces trois communes ont le statut de commune déléguée de la nouvelle commune Aurseulles, née de la fusion des quatre communes Anctoville, Longraye, Saint-Germain-d'Ectot et Torteval-Quesnay,.

## Politique et administration

### Liste des maires jusqu'au31 décembre 1972
| Période | Période | Identité | Étiquette | Qualité |
| ------- | ------- | -------- | --------- | ------- |
|         |         |          |           |         |

### Liste des maires depuis le1erjanvier 1973
| Période | Période | Identité | Étiquette | Qualité |
| ------- | ------- | -------- | --------- | ------- |
|         |         |          |           |         |

## Démographie
En 2020, la commune déléguée comptait 168 habitants.
| 1793 | 1800 | 1806 | 1821 | 1831 | 1836 | 1841 | 1846 | 1851 |
| ---- | ---- | ---- | ---- | ---- | ---- | ---- | ---- | ---- |
| 204  | 227  | 240  | 206  | 247  | 299  | 278  | 286  | 301  |

| 1856 | 1861 | 1866 | 1872 | 1876 | 1881 | 1886 | 1891 | 1896 |
| ---- | ---- | ---- | ---- | ---- | ---- | ---- | ---- | ---- |
| 299  | 250  | 197  | 218  | 226  | 183  | 182  | 191  | 188  |

| 1901 | 1906 | 1911 | 1921 | 1926 | 1931 | 1936 | 1946 | 1954 |
| ---- | ---- | ---- | ---- | ---- | ---- | ---- | ---- | ---- |
| 172  | 166  | 158  | 128  | 109  | 130  | 105  | 85   | 112  |

| 1962 | 1968 | 1975 | 1982 | 1990 | 1999 | 2008 | 2013 | 2019 |
| ---- | ---- | ---- | ---- | ---- | ---- | ---- | ---- | ---- |
| 105  | 70   | -    | -    | -    | -    | 141  | 169  | 171  |

| 2021 | - | - | - | - | - | - | - | - |
| ---- | - | - | - | - | - | - | - | - |
| 169  | - | - | - | - | - | - | - | - |

## Lieux et monuments
- Église Saint-Pierre : Selon Arcisse de Caumont dans son tome 3 des Statistiques monumentales du Calvados, "L'église de Feuguerolles appartient au roman de transition…L'arcade, entre le chœur et la nef, annonce le XIIe siècle ; les colonnes ont des chapiteaux romans, mais l'arc qu'ils supportent est ogival. Une fenêtre pratiquée dans le chevet du chœur, vers le XIVe siècle ou le XVe siècle a été bouchée quand on a placé le retable à colonnes torses qui existe et qui peut dater du XVIIe siècle ou du commencement du XVIIIe siècle"

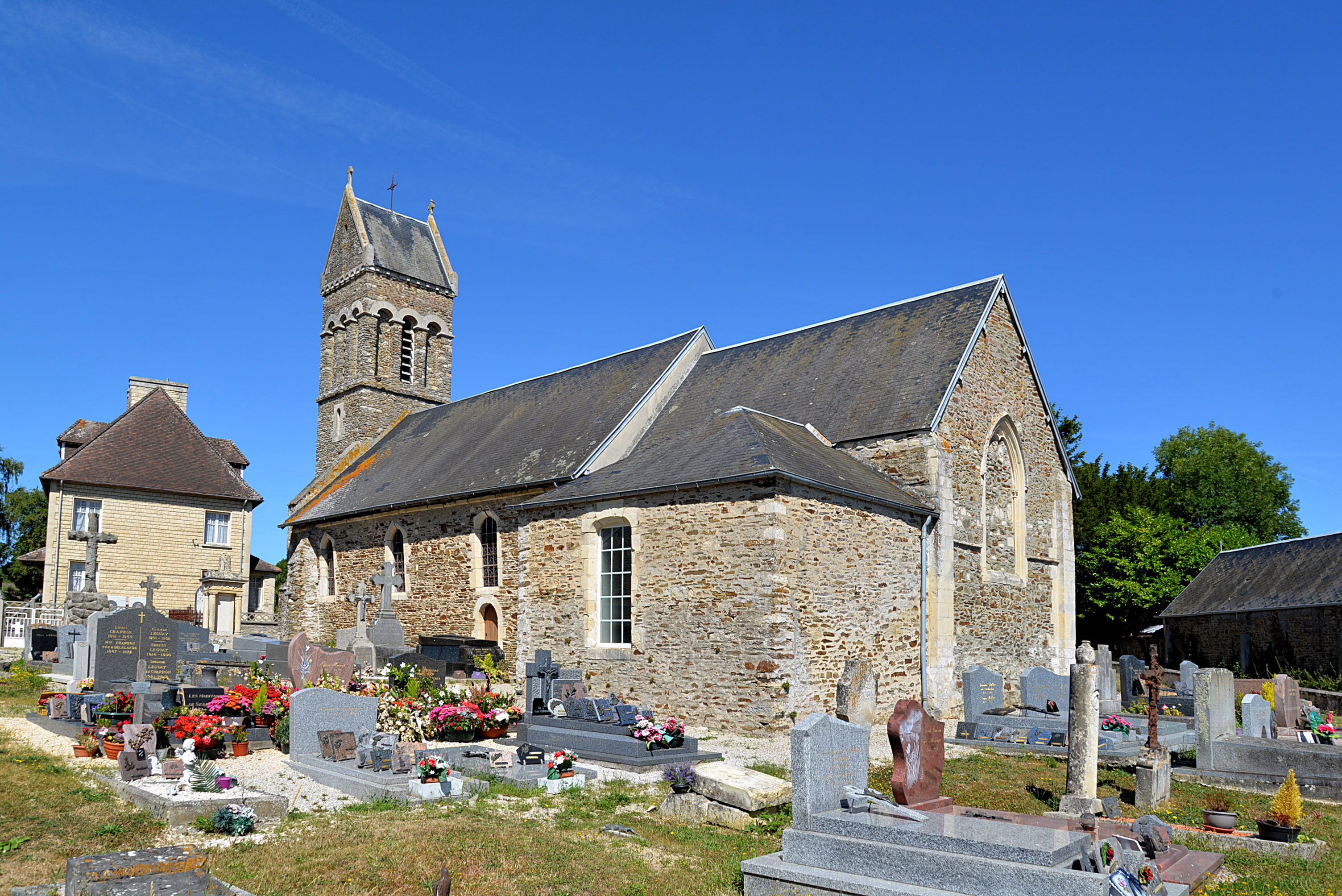
L'église Saint-Pierre.
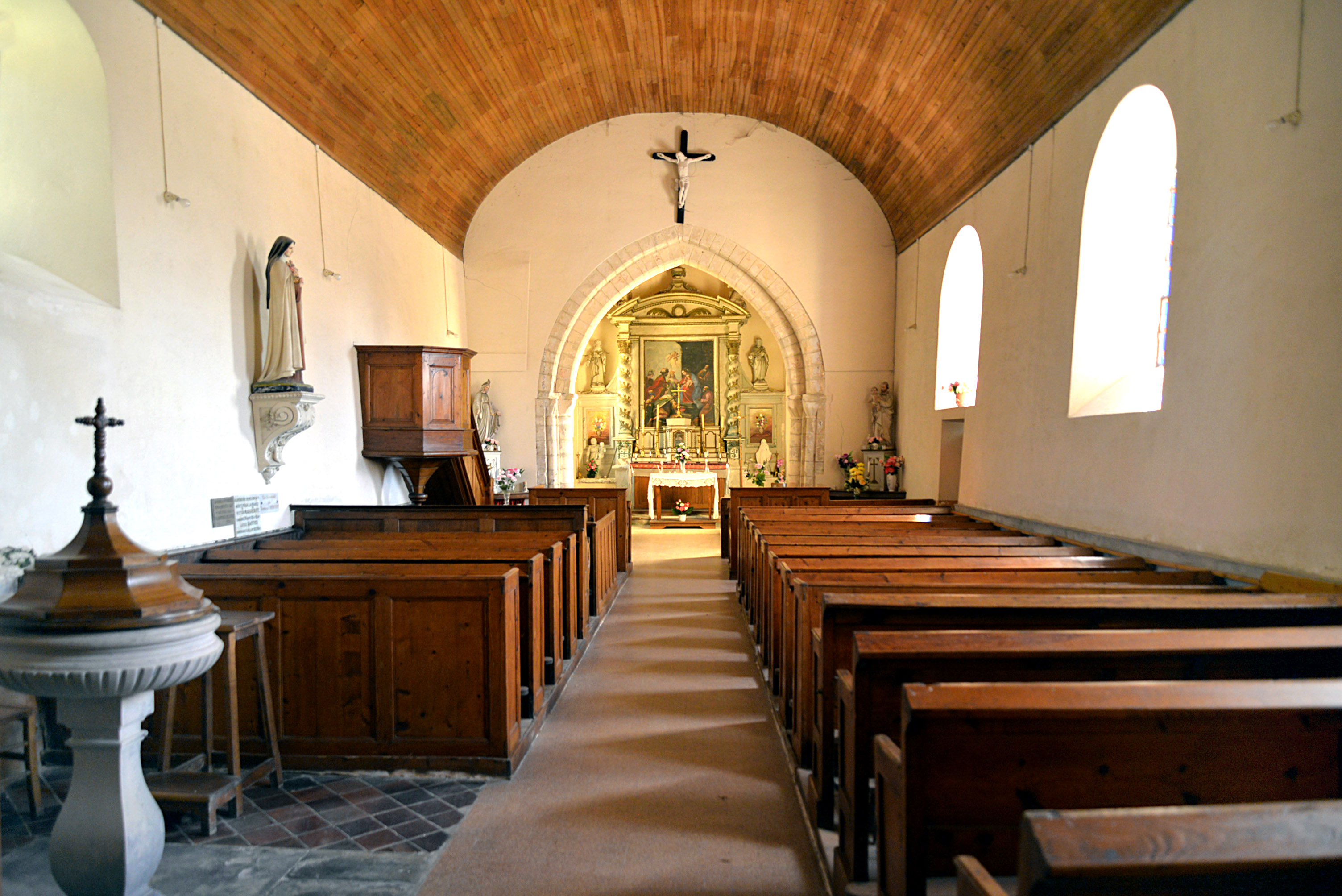
La nef de l'église Saint-Pierre.
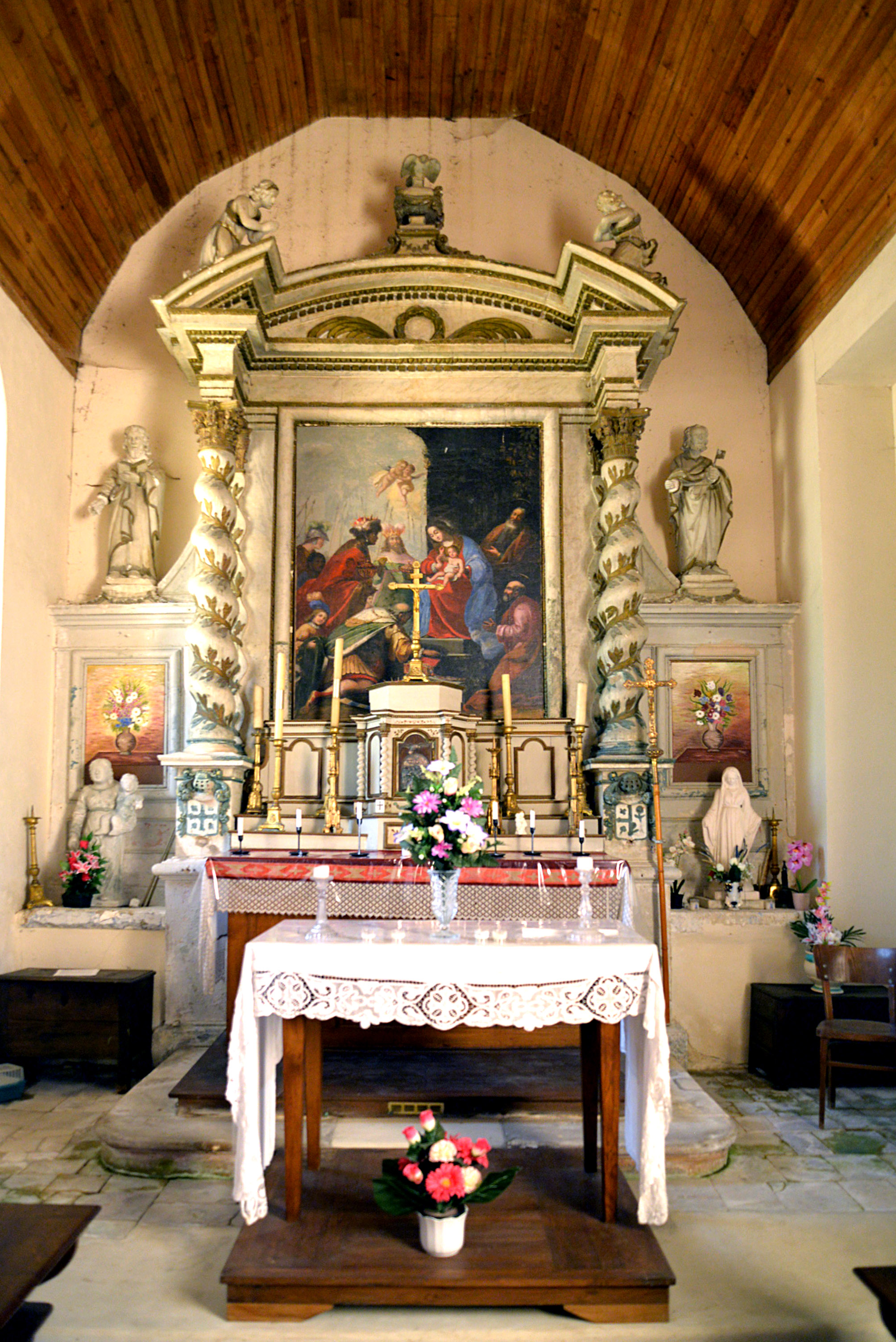
Le retable de l'église Saint-Pierre.
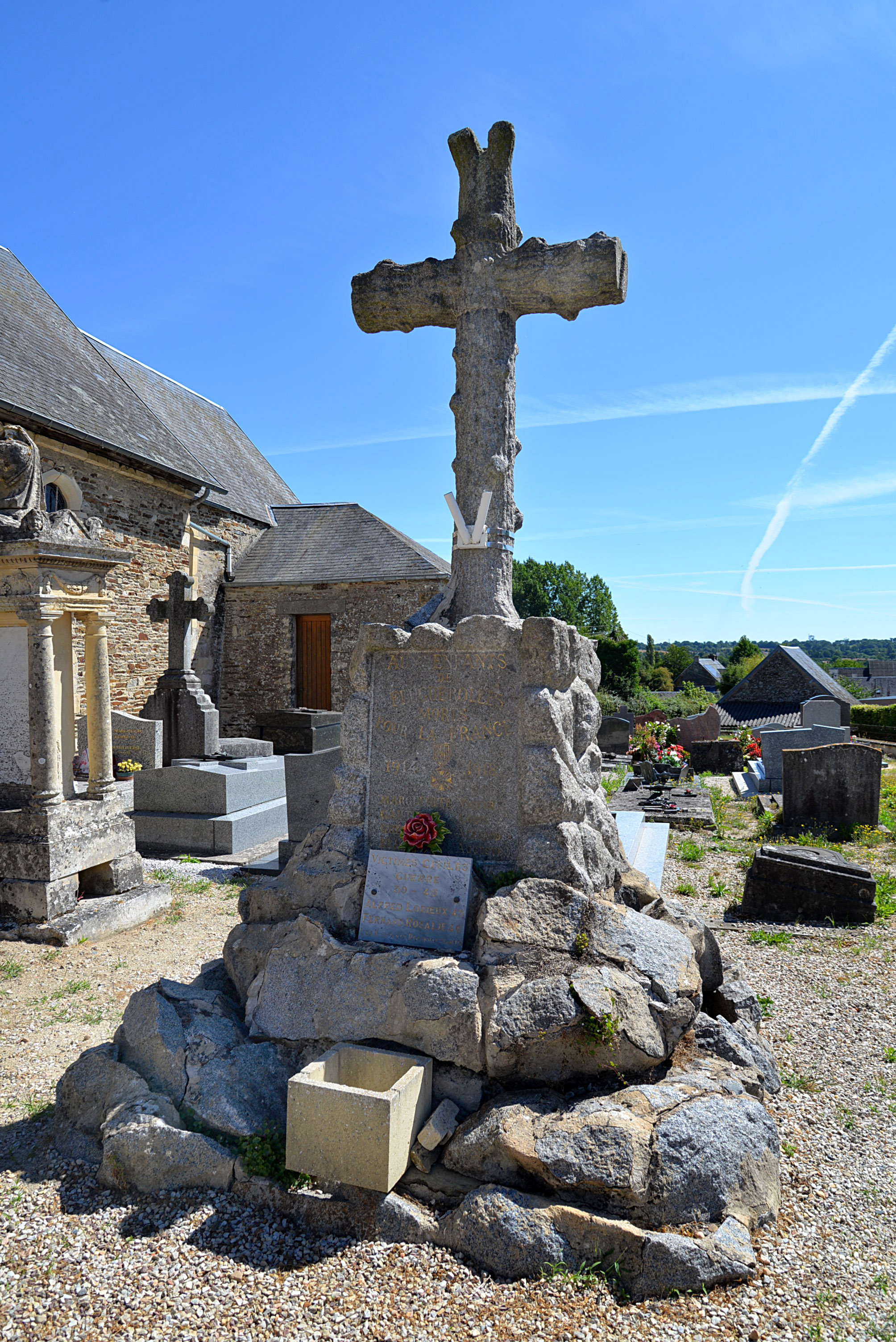
Le monument aux morts.